# Agustín de Iturbide
Augustín Cosme Damián de Itúrbide y Arámburu (Valladolid de Michoacán, 27 september 1783 – Padilla, 19 juli 1824) was een Mexicaans militair en van 1822 tot 1823 keizer van het Eerste Mexicaanse Keizerrijk.
Hij werd geboren in Valladolid (het huidige Morelia) in de huidige staat Michoacán als zoon van Spaanse ouders die kort voor zijn geboorte in Nieuw-Spanje waren aangekomen.
In 1798 ging hij bij het Spaanse leger. In 1810, toen de Mexicaanse Onafhankelijkheidsoorlog uitbrak, was hij luitenant. Hij koos de zijde van het Spaanse leger, en vocht dus tegen de Mexicanen. Hij was een bekwaam bevelhebber, dus in 1816 kreeg hij het commando over de Spaanse troepen in het noorden van Mexico.
In november 1820 werd hij, inmiddels kolonel, opnieuw uitgezonden met 2500 man om de troepen van Vicente Guerrero, een van de twee overgebleven guerrillaleiders, te bestrijden. Na geheime onderhandelingen met Guerrero liep hij over, vermoedelijk in verband met de acceptatie door koning Ferdinand VII van de constitutie van 1812. Op 24 februari 1821 voltooide hij met Guerrero het Plan de Iguala, waarin ze het idee van een onafhankelijk en vrij Mexico formuleerden. Iturbide nam de leiding van de opstand over, en in het gehele land liep men nu over naar de opstandeling. Het lukte hen hetzelfde jaar nog de Spanjaarden te verslaan en Iturbide werd aan het hoofd van de nieuwe regeringsraad gesteld.
In augustus 1821 ondertekende hij met de Spaanse vicekoning Juan de O'Donojú, die de afgetreden Juan Ruiz de Apodaca had opgevolgd, het Verdrag van Córdoba, waarin het Plan de Iguala officieel werd; de onafhankelijkheid van Mexico werd dus erkend. De prijs was echter hoog: Mexico moest Spanje schadevergoedingen betalen, terwijl de beste stukken land nog altijd in handen van Spanjaarden waren. De financiële nood was zo hoog, dat zelfs zilveren kerkklokken en gouden altaarstukken werden omgesmolten om de schulden te betalen.
In september 1821 trad Iturbide binnen in Mexico-Stad. In het Plan de Iguala had Iturbide vastgelegd dat er iemand uit een Europees koningshuis gevraagd zou worden om keizer van Mexico te worden, maar totdat deze er was, werd er een junta aangesteld om het land te besturen, waarvan Iturbide voorzitter werd. Er bleek echter geen geschikte en willige kandidaat te zijn, waarop de conservatieven Iturbide als keizer naar voren schoven. Op 19 mei 1822 werd hij als zodanig door het Congres aangewezen, en op 21 juli werd hij tot Keizer Agustín I van Mexico gekroond. Hij stichtte een ridderorde, de Orde van Onze Lieve Vrouwe van Guadalupe.
Iturbide regeerde als een militair dictator. Iedereen die kritiek uitte werd gevangengezet. Ook al was het land bankroet, Iturbide besteedde exorbitant veel aan zijn hof. Hij huurde een couturier in die ook Napoleon Bonaparte van kleding had voorzien. Tegelijkertijd was het land in grote economische problemen: de mijnbouwproductie liep terug, fabrieken en haciënda's hadden te maken met plunderingen en banditisme, waardoor de voedselprijzen sterk stegen, en de slechte toestand belemmerde de handel. Het begrotingstekort van het keizerrijk was groot terwijl 80% van het budget besteed werd aan het leger. De ontevredenheid groeide snel, waardoor gouverneurs en militairen, onder wie Guadalupe Victoria en Antonio López de Santa Anna, al spoedig tegen Iturbide samen begonnen te spannen. Op 1 december 1822 riep Santa Anna in Veracruz de republiek uit. José Antonio Echavarri leidde de keizerlijke troepen tegen de opstand, maar kwam zelf in opstand (Plan de Casa Mata, 1 februari 1823). Santa Anna sloot zich bij Echavarri aan, en vele provincies liepen over. Op 19 maart trad Iturbide af, naar eigen zeggen om een burgeroorlog te voorkomen. Intussen had het zuiden van het land zich afgescheiden als de Verenigde Staten van Centraal-Amerika.
Iturbide verliet het land. Eerst ging hij naar Italië, later naar Londen, waar hij zijn autobiografie, Mededeling over Enkele van de Belangrijkste Gebeurtenissen in het Openbare Leven van Agustín de Iturbide, schreef. In Engeland hoorde hij geruchten dat koning Ferdinand VII plannen had om te proberen Mexico te heroveren. Hij bood Mexico zijn diensten als generaal aan. Daar kwam echter geen reactie op, en het Congres bepaalde zelfs dat Iturbide, indien hij naar Mexico zou terugkeren, geëxecuteerd diende te worden als verrader. Iturbide was echter al op weg gegaan, en op 15 juli 1824 landde hij in Tampico. Dezelfde dag nog werd hij gearresteerd, en vijf dagen later werd hij gefusilleerd.
In 1838 werd het lichaam van Iturbide door de conservatieve regering van Anastasio Bustamante naar de kathedraal van Mexico-Stad gebracht. Hij kreeg een staatsbegrafenis en de titel "Bevrijder van het Vaderland".
De latere keizer Maximiliaan van Mexico benoemde Iturbides kleinzoon Agustín de Iturbide y Green in 1865 tot opvolger. Maar voor Itúrbide jr. kon aantreden was de monarchie alweer afgeschaft.